# William Borlase

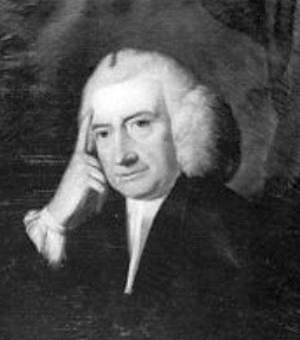
William Borlase (1695–1772)

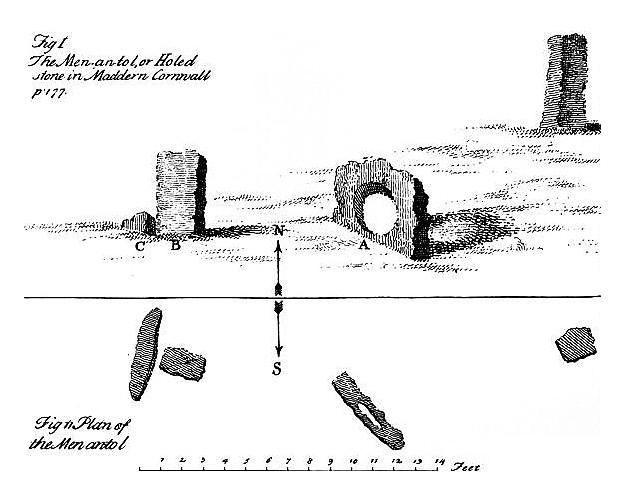
Radierung des Mên-an-Tol

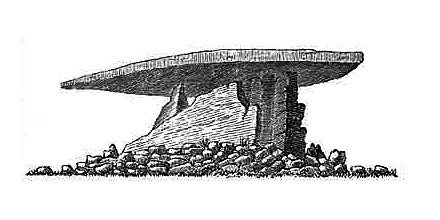
Radierung des Zennor Quoit

William Borlase (* 2. Februar 1695 in Pendeen, Cornwall; † 31. August 1772) war ein englischer Altertums- und Naturforscher und stammte aus einer alten kornischen Familie, die ihre Ahnenreihe bis in die Zeit der normannischen Eroberung Englands 1066 durch William I. zurückführen konnte. Die französischen Vorfahren hießen ursprünglich Taillefer, nannten sich aber wie damals üblich nach der Gegend, in der sie sich in Cornwall ansiedelten, Borlâs.

## Leben
Borlase studierte am Exeter College in Oxford und wurde 1719 zum Priester geweiht. Ab 1722 betreute er die Pfarrkirche von Ludgvan und übernahm 1732 zusätzlich die Pfarrgemeinde von St Just. Diese Gegend im ehemaligen District Penwith von Cornwall war bekannt für ihre Kupfervorkommen, die in einem intensiven Bergbau zutage gefördert wurden, und ebenso zahlreichen Fossilien und Mineralien. Borlase legte eine entsprechende Sammlung an und begann, sich mit der Ur- und Frühgeschichte der Grafschaft zu beschäftigen.
1750 wurde Borlase zum Mitglied der Royal Society gewählt. 1754 veröffentlichte er mit Antiquities, historical and monumental, of the County of Cornwall sein erstes Werk und schreibt darin, dass er die Altertümer seines Landes behandle, da er Reisen nach Griechenland nicht unternehmen könne. 1756 folgte Observations on the Ancient and Present State of the Islands of Scilly, and their Importance to the Trade of Great Britain. 1758 brachte Borlase Natural History of Cornwall heraus. 1769 erschien bei Bowyer and Nichols in London die zweite ergänzte und erweiterte Auflage von Antiquities, historical and monumental, of the County of Cornwall.
Alle seine Werke stattete Borlase mit selbst angefertigten Radierungen aus. Darunter befinden sich frühe bildliche Darstellungen folgender bekannter Megalithanlagen:
- Brane
- Chûn Quoit
- Lanyon Quoit
- Mên-an-Tol
- Mulfra Quoit
- Trethevy Quoit
- Zennor Quoit

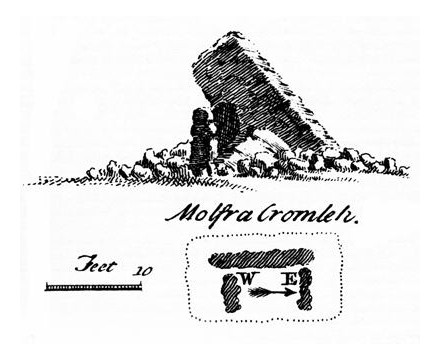
Radierung des Mulfra Quoit

Borlase stellte am Ashmolean Museum in Oxford eine Vielzahl von Fossilien und Artefakten aus, die er in Cornwall gefunden und in seinen Werken beschrieben hatte. Als Dank wurde ihm von der Universität der Doktortitel verliehen.
Borlase kannte die meisten der führenden Schriftsteller dieser Zeit persönlich. Mit Alexander Pope unterhielt er lange Zeit eine regelmäßige Korrespondenz und stellte für dessen künstliche Grotte in Twickenham den größten Teil der Fossilien und Mineralien bereit. Auch mit dem walisischen Zoologen und Altertumsforscher Thomas Pennant stand Borlase in engem Kontakt.

## Schriften
- Antiquities, historical and monumental, of the County of Cornwall, Oxford 1754
- Observations on the Ancient and Present State of the Islands of Scilly. Oxford 1756
- The Natural History of Cornwall. Oxford 1758
- Antiquities, historical and monumental, of the County of Cornwall. 2. Auflage, Bowyer and Nichols, London 1769